# 朴孝俊
朴孝俊（英語：Hoy Jun Park；1996年4月7日—），美國職棒大聯盟南韓籍內野手，目前效力於奧克蘭運動家。他在2014年就已向洋基隊簽約，並在2021年升上大聯盟。

## 職業生涯

### 紐約洋基
2014年7月2日，年僅18歲的朴孝俊以國際自由球員身份和洋基隊簽約。2015年，他從新人聯盟開始旅美生涯，繳出2成39的打擊率。2016年，朴孝俊升上1A，打擊率僅有2成25。他在2017年季中升上高階1A，隔年他繳出2成58的打擊率，敲出6轟與34分打點的成績。2019年，他在2A的打擊率為2成72，並敲出3轟與生涯新高的41分打點。
2020年，小聯盟因COVID-19疫情全面停擺一年。2021年，朴孝俊從3A開季。同年7月15日，因為洋基隊陣中多達6人染疫，因此朴孝俊入選40人名單。他在7月16日登上大聯盟，在首打席擊出滾地球出局。

### 匹茲堡海盜
2021年7月26日，洋基隊將朴孝俊和迪亞哥·卡斯提歐交易到海盜隊，換來克雷·霍姆斯。

### 波士頓紅襪
2022年11月23日，海盜將朴孝俊交易到紅襪，換來左投Inmer Lobo。後來因為球隊簽下肯利·簡森，因此球隊在12月13日將朴孝俊給指定讓渡。

### 亞特蘭大勇士
2022年12月16日，紅襪將朴孝俊交易到勇士，換來一名日後指定球員。

## 外部連結
- 朴孝俊在美國職棒（英语）
- 朴孝俊在Baseball-Reference.com（大聯盟）（英语）
- 朴孝俊在Baseball-Reference.com（小聯盟以及海外聯盟）（英语）
- 朴孝俊在ESPN（MLB）（英语）
- 朴孝俊在FanGraphs.com（英语）
- 朴孝俊在The Baseball Cube（英语）